# Charaxes nebularum
Charaxes nebularum är en fjärilsart som beskrevs av Philippe Darge 1977. Charaxes nebularum ingår i släktet Charaxes och familjen praktfjärilar. Inga underarter finns listade i Catalogue of Life.